# Chacko Thottumarickal
Chacko Thottumarickal SVD (ur. 7 stycznia 1949 w Kalloorkad) – indyjski duchowny rzymskokatolicki, w latach 2008–2024 biskup Indore.

## Życiorys
Święcenia kapłańskie przyjął 11 maja 1979 w Zgromadzeniu Słowa Bożego. Po święceniach został duszpasterzem w Jhabua. W 1987 rozpoczął studia w Leicester i w Londynie. Po powrocie w 1989 został dyrektorem Sat Prachar Press, zaś w 1996 został wybrany przełożonym indyjskiej prowincji werbistów.
25 marca 2002 papież Jan Paweł II mianował go biskupem Jhabua. Sakry biskupiej udzielił mu 7 czerwca 2002 ówczesny biskup Indore, George Marian Anathil. 24 października 2008 został mianowany następcą bp. Anathila na stolicy w Indore, kanonicznie objął urząd 7 grudnia tegoż roku.
17 lutego 2024 papież Franciszek przyjął jego rezygnację z pełnionej funkcji.